# Armin Kaufmann
Armin Kaufmann (n. 30 octombrie 1902, satul Ițcanii Noi, județul Suceava – d. 30 iunie 1980, Viena) a fost un compozitor, violonist și pedagog muzical austriac.

## Biografie
Armin Kaufmann s-a născut la data de 30 octombrie 1902 în satul Ițcanii Noi (astăzi cartier al municipiului Suceava) din Ducatul Bucovinei. Primele lecții de vioară le-a primit de la tatăl său. A compus încă de copil piese muzicale inspirate din folclorul muzical românesc și din muzica de dans. Începând din anul 1914 s-a mutat în Austria. În perioada studiilor gimnaziale din orașul Brünn (astăzi orașul Brno din Cehia) și-a început studiile muzicale, urmând cursuri de vioară, violoncel și teorie muzicală cu Bruno Weigl. Și-a continuat apoi studiile la Academia de Muzică din Viena, urmând cursuri de componistică cu Joseph Marx, de vioară cu Karl Prill și de violoncel cu Franz Schmidt.. Diploma de stat a absolvit-o cum laude.
Între anii 1928-1938, Armin Kaufmann a predat la Neues Wiener Konservatorium, făcând parte în același timp ca al doilea violonist din cvartetul Rothschild. În perioada 1938-1966, a fost membru al Orchestrei Simfonice din Viena, ca vioara a II-a. În anul 1950 a obținut Premiul de Stat al Austriei. Din anul 1966 și până în 1980 Kaufmann a lucrat ca muzician și compozitor liber-profesionist, concertând în toată lumea.
În activitatea sa de compozitor, Kaufmann s-a ramarcat ca reprezentant al Muzicii Noi. Pe lângă marile tendințe muzicologice ale timpului său, el a fost influențat mai presus de toate de folclorul iugoslav. Opera sa componistică a acoperit întreaga arie de muzică de cameră, lucrări muzicale pentru orchestră și cor, muzică pentru pian, concert pentru pian, operă pentru copii etc. Armin Kaufmann a compus în special lucrări de cameră (în special 7 cvartete de coarde), precum și compoziții solo. Pentru orchestrele simfonice mari, a compus printre altele și patru simfonii. De asemenea, a scris și unele compoziții vocale și piese muzicale pentru mandolină, chitară și țiteră. În anul 1981 a fost înființată Compania Armin Kaufmann . Din 2009, Academia de Muzică din Feldkirchen in Kärnten organizează concursul Armin Kaufmann. Kaufmann și-a descris activitatea sa muzicală ca sinestezică.
A fost unchiul compozitorului austriac Dieter Kaufmann (n. 1941).

## Premii și distincții
- Premiul orașului Viena (1941) [4]
- Premiul de Stat al Austriei (1950) [8]
- Premiul Theodor-Körner (1954) [4]
- Medalia Franz Schmidt (1956) [4]
- Medalia de argint a Institutului vienez de cântece pe voci bărbătești pentru merite în liedul german[4]
- Premiul orașului Viena pentru muzică (1966) [9]
- Crucea de Onoare a Austriei pentru Știință și Artă, clasa I (1965) [4]
- Medalia onorifică a orașului Viena (1978) [4]
- Mormânt de onoare în Cimitirul Central din Viena (Wiener Zentralfriedhof)[4][10]

## Lucrări (selecție)[11]
- Krach im Ofen. operă pentru copii
- Kleines Ballett. Suită în trei părți pentru orchestră de coarde ciupite. Trekel, Hamburg.
- Zirkus Poldrini. Istoria muzicală a circului pentru recitator și orchestră simfonică.
- Mitoka Dragomirna pentru orchestră de coarde ciupite. Există și versiuni pentru violoncel și pian, precum și pentru mandolină și pian. Trekel, Hamburg.
- Simfonie în Do. Doblinger, Viena-München 1929
- Coruri pentru cinci voci bărbătești.
- Quartettino II op. 47 pentru mandolină, vioară și violoncel. Trekel, Hamburg.
- Satan im Sack (Satana în sac). Fragment de operă comică. Libretul de Karl Michael von Levetzow
- Der Krach im Ofen. Operă-școală pentru bariton, recitator, cor de copii, ansamblu de cameră, instrumente de suflat de alamă și percuție. Libretul de A. Jirasek, W. Pribil
- Concert de mandolină. Trekel, Hamburg.

## Literatură (selecție)[12]
- Armin Kaufmann zum Gedenken. În: ÖMZ 42/1987. H.10-11- S.557
- Rudolph Franz Brauner: Armin Kaufmann. În: ÖMZ 6/1951. H.2, S. 57-60 precum și în: ÖMZ 12/1957. H.6, S. 246-247
- Franz Grasberger: Armin Kaufmann. În: Die Musik in Geschichte und Gegenwart (MGG). Bärenreiter, Kassel 1958. Sp. 758-759
- Kaufmann, Armin. În: Riemann. Musiklexikon. Schott, Mainz 1959, 1972. Bd. 1/A-K, S.907 u. Erg.-Bd. A-K, S. 623
- Kaufmann, Armin. În: Who's who in Music and Musicians' International Directory. Burke's Peerage, London 1962. S. 116
- Flotzinger și Gruber (editori): Musikgeschichte Österreichs (Istoria muzicii din Austria) Band 2. Editura Styria, 1979

## Discografie (selecție)[12]
- Cvartet de coarde nr. 4 op. 17. SPR 3161 Preiser Records
- Muzică pentru trompetă și orchestră de coarde. SPA Records Saratoga Springs, New York, SPA 12
- Quartettino III op. 53. MDG A3450
- Simfonia nr. 1 (simfonia "cucul") op. 65. Amadeo A V SR 3005
- Simfonia nr. 2 op. 74. SPR 105 Preiser Records
- Erotikon pentru orchestră mare op. 105. Societatea Armin Kaufmann. Disc comemorativ.
- Suită pentru două chitare op. 55. Armin Kaufmann-Gesellschaft. Disc comemorativ.
- Mitoka Dragomirna pentru orchestră de coarde ciupite, pe: Jenseits des Regenbogens (Dincolo de curcubeu). Orchestra de coarde ciupite Mühlheim (dirijor Dominik Hackner). Producție proprie, 2009.